# Cerkiew św. Michała Archanioła w Kulnie
Cerkiew św. Michała Archanioła, kościół św. Maksymiliana Kolbego – obiekt sakralny w Kulnie, współużytkowany przez prawosławną parafię Świętej Trójcy w Tarnogrodzie, w dekanacie Zamość diecezji lubelsko-chełmskiej Polskiego Autokefalicznego Kościoła Prawosławnego oraz przez parafię św. Andrzeja Boboli w Bystrem, w dekanacie Biłgoraj – Południe rzymskokatolickiej diecezji zamojsko-lubaczowskiej.
Prawosławna parafia istniała w Kulnie przed XVII w. Najpóźniej w 1691 przyjęła unię. Obecnie istniejąca świątynia została wzniesiona w XIX w. w urzędowym stylu bizantyjsko-rosyjskim. W 1875 parafia kulnieńska została siłowo przyłączona do prawosławnej eparchii chełmsko-warszawskiej razem z całą unicką diecezją chełmską. W okresie międzywojennym cerkiew w Kulnie pozostawała czynna. Działalność miejscowej parafii zamarła dopiero w 1946, po wysiedleniach ludności ukraińskiej wyznania prawosławnego do ZSRR. Duchowieństwo prawosławne z Tarnogrodu podejmowało próby wznowienia życia liturgicznego w Kulnie, jednak nieliczni wierni, którzy pozostali w miejscowości, bali się brać udział w nabożeństwach z obawy przed katolicką większością mieszkańców. Przez kilka lat cerkiew była faktycznie porzucona i sukcesywnie niszczała. W 1955 lub 1956 została ponownie otwarta jako filia parafii tarnogrodzkiej.
Od 1972 budynek jest współużytkowany przez parafie prawosławną i rzymskokatolicką (jest to jedyna taka budowla sakralna we wschodniej Polsce). W jego wnętrzu znajduje się wyposażenie typowe dla katolickich kościołów, gdyż dawne utensylia cerkiewne zostały przekazane nowo utworzonej w latach 50. XX wieku prawosławnej świątyni w Malczycach.

## Historia
W Kulnie istniała parafia prawosławna podlegająca diecezji przemyskiej. Nie przyjęła unii natychmiast po jej zawarciu i pozostawała przy pierwotnym wyznaniu przez XVII w. Na unię mogła przejść najpóźniej w 1691, gdy wyznanie zmienił ostatni prawosławny biskup przemyski Innocenty.
Dwie pierwsze cerkwie unickie w Kulnie były wzniesione z drewna i znajdowały się na miejscu dzisiejszej leśniczówki w tej miejscowości. Istniejąca świątynia jest trzecią budowlą sakralną tego wyznania, a pierwszą w Kulnie cerkwią murowaną. Została ona wzniesiona w 1827 i poświęcona dwa lata później. Z taką datą powstania została wpisana do rejestru zabytków. Według innych źródeł cerkiew zbudowano już po stłumieniu powstania styczniowego w ramach szerzej zakrojonej rosyjskiej akcji wznoszenia murowanych świątyń w stylu rosyjsko-bizantyjskim na potrzeby unickich parafii na ziemi chełmskiej, w 1872. Pośrednio tezę o wzniesieniu świątyni w 1872 potwierdza historyk sztuki Piotr Krasny, który wskazuje, że cerkiew powstała w oparciu o wzór zaprezentowany w tomie Projekty cerkwiej Konstantina Thona. Opracowanie to zostało wydane dopiero w 1838, a od 1841 zawarte w nim projekty uznano za obowiązujące w całym Imperium Rosyjskim wzorce nowo budowanych świątyń prawosławnych.
W 1875 unicka parafia w Kulnie została zmuszona do przyjęcia prawosławia w ramach likwidacji unickiej diecezji chełmskiej.

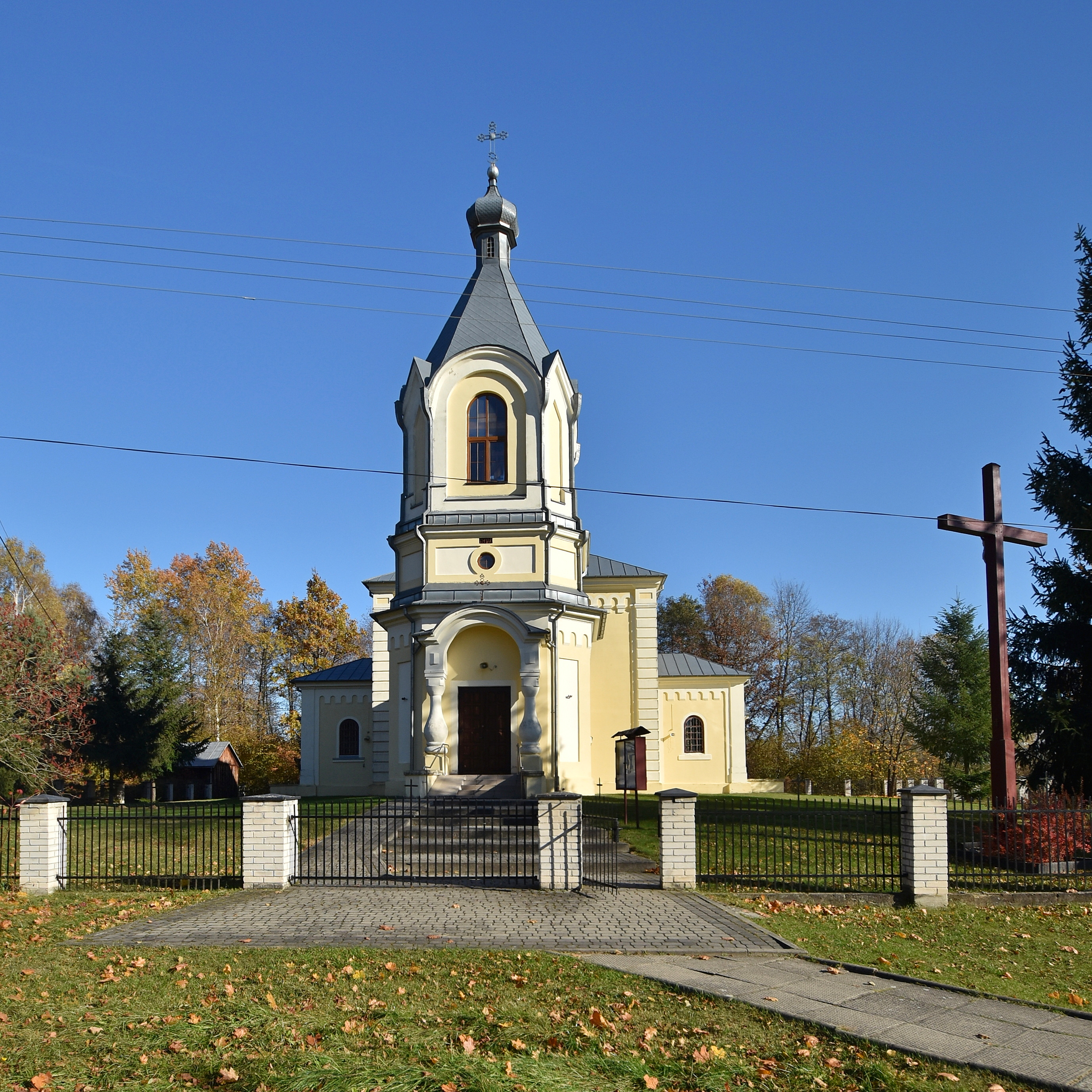
Elewacja frontowa
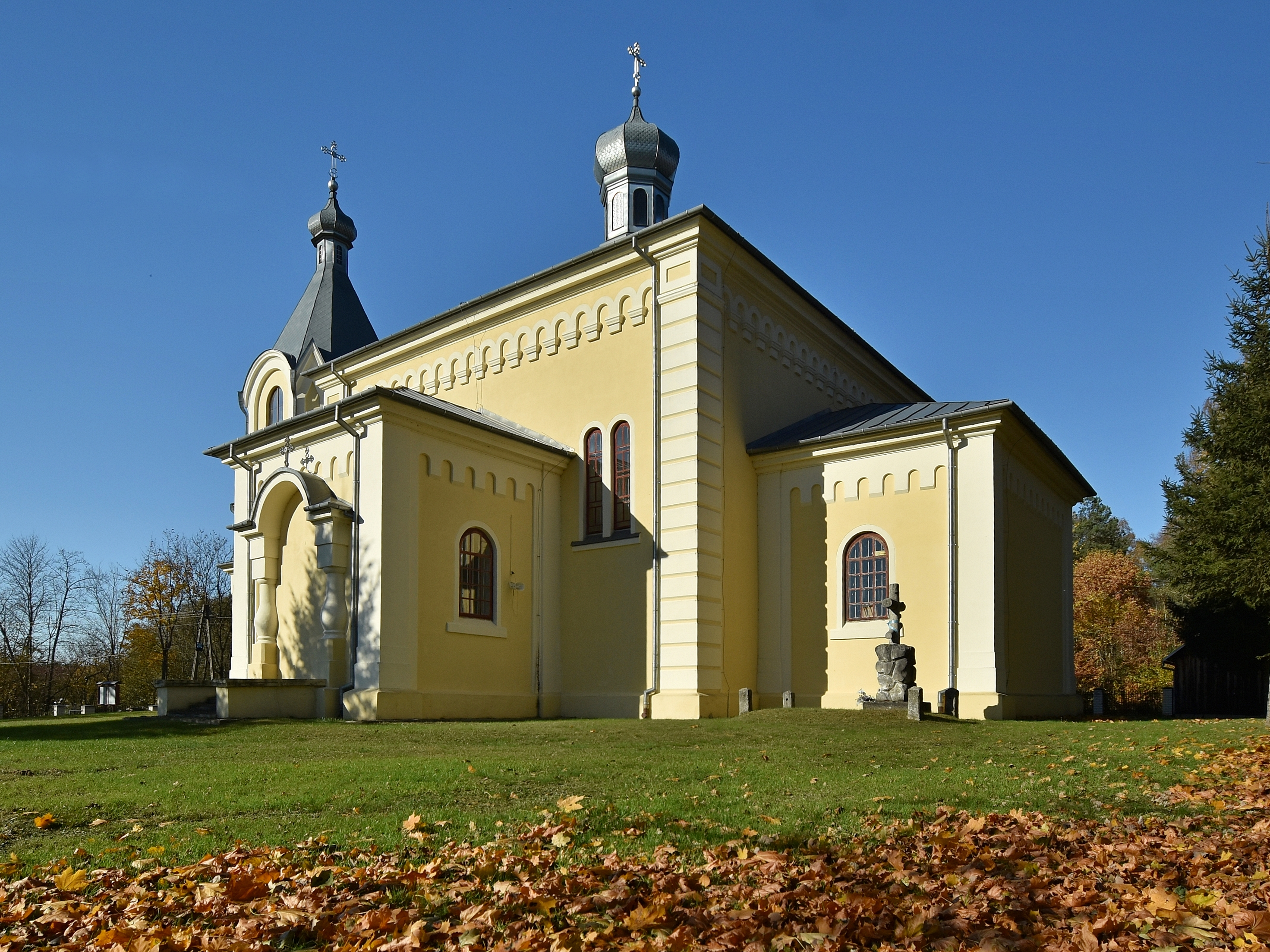
Elewacja boczna
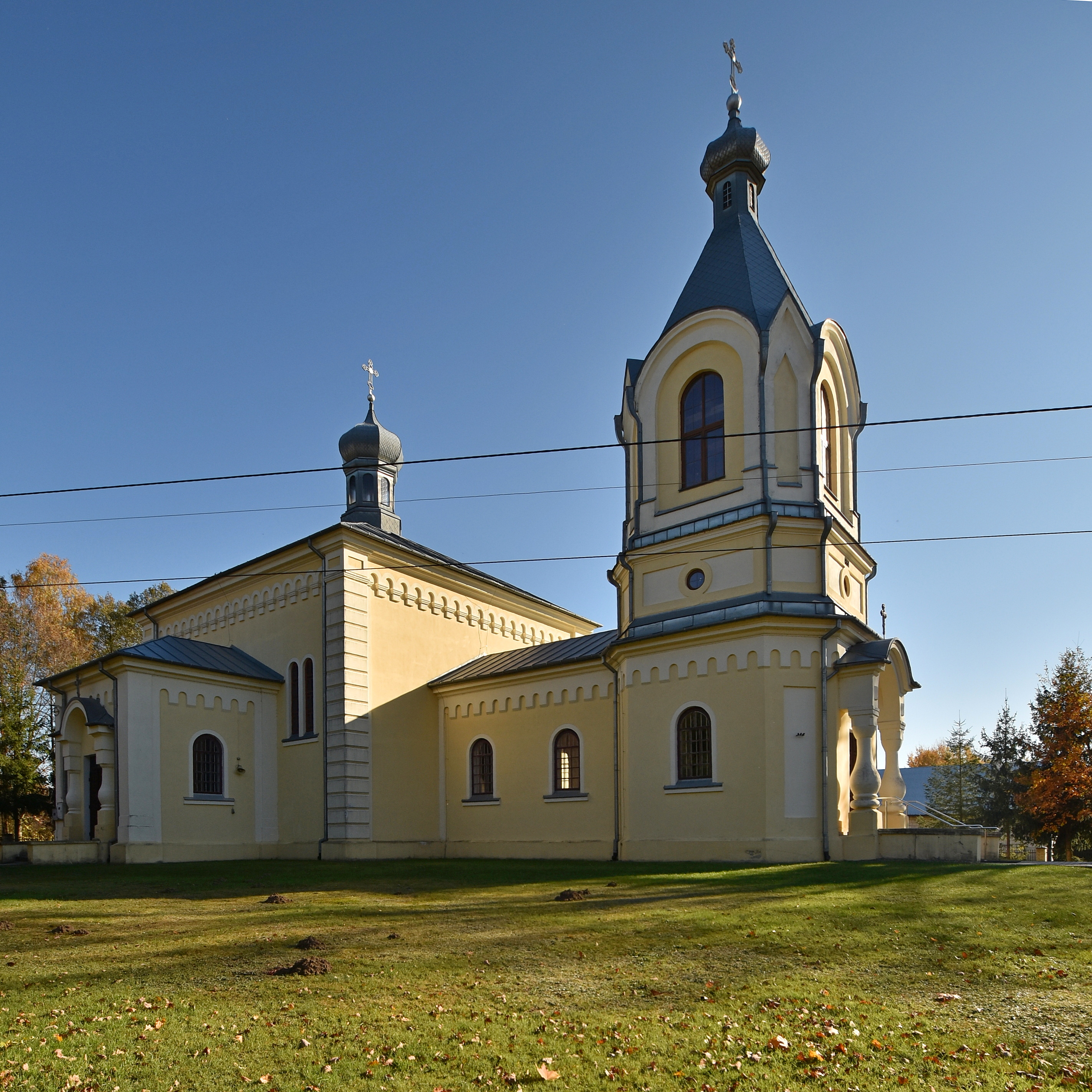
Elewacja boczna

### W okresie międzywojennym i podczas II wojny światowej
Po odzyskaniu przez Polskę niepodległości, w 1919 Ministerstwo Wyznań Religijnych i Oświecenia Publicznego uwzględniło cerkiew w Kulnie w wykazie etatowych parafialnych świątyń w województwie lubelskim. Faktycznie świątynia była czynna najpóźniej od połowy 1921. W 1923 była jedną z czterech cerkwi w dekanacie biłgorajskim diecezji warszawsko-chełmskiej i zarazem jedną z czterech świątyń wyznania prawosławnego w powiecie biłgorajskim. Do placówki duszpasterskiej uczęszczało 610 rodzin, zdecydowana większość mieszkańców Kulna.
W ramach Autokefalicznego Kościoła Prawosławnego w Generalnym Gubernatorstwie należała do dekanatu biłgorajskiego diecezji chełmsko-podlaskiej.
14 stycznia 1944 w czasie Świętej Liturgii cerkiew otoczył polski oddział partyzancki pod dowództwem Franciszka Przysiężniaka „Ojca Jana”. Zgromadzonym we wnętrzu Ukraińcom (ok. 60 osób) odebrano pieniądze i różne przedmioty. Według innego źródła „akcję na cerkiew w Kulnie”, podczas której miejscowej ludności odebrano ubrania przekazane następnie partyzantom, dokonał oddział NSZ pod dowództwem Wacława Piotrowskiego „Cichego”.

### Po II wojnie światowej
Parafia prawosławna zaprzestała działalności po wysiedleniu miejscowej ludności tego wyznania do ZSRR w 1946. W 1953 PAKP zgodził się, by cerkiew w Kulnie została przekazana parafii rzymskokatolickiej razem ze świątyniami w Teratynie, Łaziskach oraz Syczynie. W rzeczywistości obiekt został porzucony i ulegał stopniowej dewastacji: zniszczeniu uległ dach i strop, na murach wyrosły drzewa-samosiejki, zniszczone okna, drzwi i parkan otaczający teren cerkiewny. W 1955 ks. Michał Kalin, służący w Tarnogrodzie, w liście do metropolity warszawskiego i całej Polski Makarego informował o wycięciu drzew w otoczeniu świątyni oraz o dewastacji prawosławnego cmentarza. Zbliżone informacje przekazał w tym samym roku metropolicie Makaremu ks. Aleksy Baranow, który stwierdził, iż cerkiew w Kulnie, podobnie jak inne świątynie porzucone po wywózce prawosławnych Ukraińców, jest sukcesywnie niszczona. Po wysiedleniach w Kulnie pozostały 93 osoby wyznania prawosławnego. Ludność ta ukrywała swoją przynależność wyznaniową przed pozostającymi po 1946 w zdecydowanej większości katolikami i obawiała się, że uczestnictwo w nabożeństwach (które był gotowy odprawiać duchowny z Tarnogrodu) doprowadzi do pogorszenia się stosunków z nimi. W rezultacie nabożeństwa w cerkwi kulnieńskiej odbywały się jedynie w najważniejsze święta, a niekiedy musiały być odwoływane, gdyż wierni nie dostarczali duchownemu furmanki, na której dojeżdżał do Kulna oraz do sąsiednich Potoku Górnego i Babic (w tamtejszych niewielkich społecznościach prawosławnych panowały podobne nastroje). Według danych katolickiej diecezji zamojsko-lubaczowskiej w 1956 restytuowana została parafia Trójcy Świętej w Tarnogrodzie, zaś cerkiew w Kulnie otwarto jako jej placówkę filialną. Według historyka Jacka Wysockiego cerkiew w Kulnie była czynna już rok wcześniej i stała się na nowo świątynią parafii, liczącej 150 wiernych. W latach 60. i 70. XX w. dzięki wysiłkom ks. Grzegorza Misijuka z prawosławnej parafii tarnogrodzkiej uratowana została część wyposażenia świątyni. Znajdujący się w kulnieńskiej cerkwi ikonostas oraz znaczna część utensyliów liturgicznych została już wcześniej przewieziona do utworzonej na początku lat 50. XX wieku cerkwi w Malczycach.
Od 1972 na mocy porozumienia między metropolitą warszawskim i całej Polski Bazylim oraz rzymskokatolickim biskupem lubelskim Piotrem Kałwą świątynia w Kulnie jest użytkowana wspólnie przez katolików i prawosławnych. Jest to jedyny we wschodniej Polsce obiekt sakralny, którym zgodnie opiekują się członkowie dwóch wymienionych Kościołów. Dwuwyznaniowy charakter ma również cmentarz w Kulnie. Po uzgodnieniu zasad współużytkowania obiektu przez katolików i prawosławnych ci pierwsi przeprowadzili remont zniszczonego obiektu, wykonany został nowy parkan, zaś w 1999 dokonano remontów we wnętrzu (nowe ławki, drzwi, podłoga). Wyposażenie świątyni jest stale uzupełniane o katolickie utensylia liturgiczne. Nabożeństwa prawosławne w świątyni odbywają się raz w miesiącu od wiosny do jesieni, zaś zimą – w najważniejsze święta.
Cerkiew wpisano do rejestru zabytków 27 września 2004 pod nr A-101.

## Architektura
Świątynia reprezentuje styl bizantyjsko-rosyjski. Autorem jej projektu był Aleksandr Puring, który oparł się na wzorcu opublikowanym w zbiorze modelowych świątyń prawosławnych Projekty cerkwiej. Cerkiew w Kulnie jest budowlą gładko tynkowaną, na jej fasadzie jedyną dekoracją jest ciąg drobnych arkad oraz portal z rzeźbionymi kolumienkami i kokosznikami, wzorowane na sakralnym budownictwie rosyjskim. Świątynia jest jednonawowa, trójdzielna, z nawą wzniesioną na planie kwadratu i wielobocznie zamkniętym pomieszczeniem ołtarzowym. Dzwonnica cerkiewna wznosi się nad przedsionkiem. Przykrywa ją dach namiotowy zwieńczony niewielką cebulastą kopułką. Analogicznie zwieńczona latarnia znajduje się również nad nawą. Do bryły budynku przylega niższa od niego zakrystia.
Pierwotne wyposażenie świątyni znajduje się w większości w cerkwi w Malczycach. W świątyni w Kulnie pozostały zabytkowe XVIII-wieczne królewskie wrota, ikony Matki Bożej i Pantokratora z XVII/XVIII w., ikona św. Onufrego z XVIII w. oraz ołtarz z ikoną św. Michała Archanioła.